# دانیلا آنشوتز-تومس
دانیلا آنشوتز-تومس (انگلیسی: Daniela Anschütz-Thoms؛ زادهٔ ۲۰ نوامبر ۱۹۷۴) اسکیت‌باز سرعت اهل آلمان بود.